# Sự khuếch tán trách nhiệm
Sự khuếch tán trách nhiệm hay còn gọi là phân tán trách nhiệm (tiếng Anh: Diffusion of responsibility ) là một hiện tượng tâm lý xã hội trong đó một người cảm thấy ít có chịu trách nhiệm về hành động hoặc không hành động khi có mặt những người khác. Trong trường hợp này, các cá nhân giả định rằng những người khác hoặc là sẽ gánh lấy trách nhiệm để hành động hoặc đã làm rồi. Hiện tượng có xu hướng xảy ra ở những nhóm người trên một cỡ số đông nào đó và khi trách nhiệm không được phân định một cách rõ ràng. Nó hiếm khi xảy ra khi người đó chỉ có một mình và khuếch tán tăng lên khi nhóm có ba người hoặc nhiều hơn. Càng đông người thì mức độ phân tán trách nhiệm càng nghiêm trọng.